# Флаг Австрии
Флаг Австрии принят в 1919 году. Отменён в 1938 году. Вновь восстановлен как государственный в 1945 году. Национальный флаг Австрии традиционно представляет собой прямоугольное полотнище с соотношением сторон 2:3 (хотя законодательно не утверждено точное соотношение сторон и поэтому могут использоваться флаги разной длины и ширины
), состоящее из трёх равновеликих горизонтальных полос — верхней красной, средней белой и нижней красной. Наряду с флагом Дании считается одним из старейших флагов Европы.
Красный цвет призван символизировать кровь патриотов, пролитую в борьбе за свободу и независимость Австрийской Республики. Белый цвет — символ свободы, завоёванной народом Австрии в результате свержения в этой стране монархического режима. Кроме того, согласно официальной версии утверждения символики цветов австрийского флага, белая полоса обозначает Дунай, пересекающий территорию Австрии с запада на восток.

## Легенда
Согласно легенде, вид флага был изобретён герцогом Австрийским Леопольдом V во время крестовых походов. После одной из ожесточённых битв белая походная форма герцога была вся покрыта кровью, но когда он снял пояс, оказалось, что под него кровь не проникла, и посреди формы осталась белая полоса. Герцогу так понравились эти цвета, что он впоследствии перенёс их на свой штандарт.

## Исторические флаги

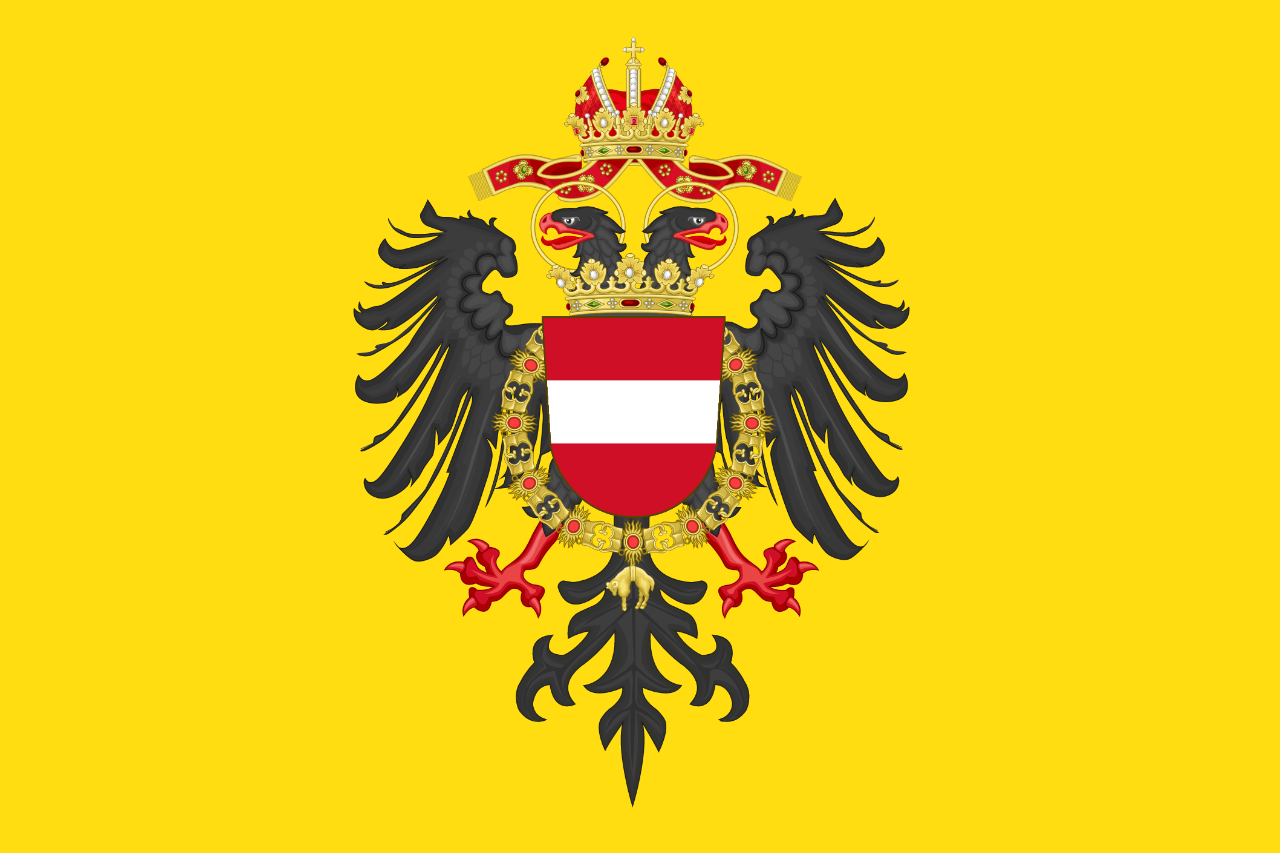
Флаг Эрцгерцогства Австрия
Флаг Австрийской империи и Габсбургской монархии
Флаги Австрии и Венгрии
Флаг Федеративного Государства Австрия
Флаг Альпийского и дунайского рейхсгау

## Похожие флаги

Флаг Верхней Австрии
Флаг Польши
Торговый флаг Австро-Венгрии
Флаг Германской империи
Флаг Речи Посполитой
Флаг Лёвена
Современный флаг Латвии
Флаг Белорусской Народной Республики